# 群馬県立藤岡北高等学校
群馬県立藤岡北高等学校（ぐんまけんりつ ふじおかきたこうとうがっこう）は、群馬県藤岡市にある県立高等学校。

## 沿革
- 1947年 - 群馬県多野農業学校設置認可される
- 1947年 - 開校（男子72名、女子6名入学）この日を開校記念日とする
- 1948年 - 群馬県立藤岡高等学校に合併し、同校農業科となる
- 1949年 - 農業科の女子部を農村家庭科に変更する
- 1963年 - 農村家庭科を生活科と名称変更する
- 1980年 - 生活科学級増（2学級となる）
- 1983年 - 群馬県立藤岡北高等学校として分離独立する　造園土木科（1学級）を新設
- 1991年 - 生活科2学級の内1学級を減じ食品流通科を新設する　生活科は生活科学科に名称変更する
- 2000年 - 生物生産科、環境土木科、ヒューマン･サービス科（2学級）を新設する
- 2006年 - 生物生産科、環境土木科、ヒューマン･サービス科の3学級となる
- 2006年 ‐ 創立６０周年・独立２５周年記念式典が挙行される
- 2016年 - 創立７０周年・独立３５周年記念式典が挙行される

## 設置学科
- 生物生産科
- 環境土木科
- ヒューマン･サービス科